# 515
Năm 515 là một năm trong lịch Julius.